# Nine from Little Rock
Nine from Little Rock es un documental del año 1964 dirigido por Charles Guggenheim.

## Argumento
La película retrata los nueve estudiantes afroamericanos que, en 1957, fueron los primeros estudiantes negros que fueron a la Little Rock Central High School en Little Rock, Arkansas después de la abolición de la segregación. Esos estudiantes (conocidos como Little Rock Nine (Ernest Green, Thomas Jefferson, Elizabeth Eckford, Thelma Mothershed De Wair, Terrence Roberts, Carlotta Walls Lanier, Minnijean Brown Trickey, Gloria Ray Karlmak y Melba Pattilo Beals) hablan de los acontecimientos, cuando soldados tuvieron que protegerlos de camino a la escuela. También hablan sobre sus experiencias y sus esperanzas.

## Marco histórico
Este episodio ocurrido en 1957 fue uno de los eventos más importantes del Movimiento por los derechos civiles en Estados Unidos de esa época. Se consideró como uno de sus grandes triunfos. 
En ese acontecimiento esos nueve estudiantes iban a registrarse en la escuela en Arkansas después de que el Tribunal Supremo declarase inconstitucional la segregación en 1954 y ordenase en 1955 la integración en los lugares, donde el segregacionismo entre blancos y negros todavía existiese. Sin embargo el gobernador del estado intentó evitarlo hasta que Dwight D. Eisenhower intervino con el ejército para que pudiesen finalmente entrar.

## Premios
- 1965: Oscar al Mejor Documental Cortometraje